# Julio Montaner
Julio S. G. Montaner (Buenos Aires, 1956) es un médico, profesor e investigador canadiense nacido en Argentina y líder de la lucha contra el VIH/sida en Canadá. Fue presidente de la Sociedad Internacional de SIDA de 2008 a 2010.

## Carrera
Montaner es director del British Columbia Center para la Excelencia en VIH/SIDA, director de la Cátedra de Investigación del SIDA y jefe de la División de SIDA en la Facultad de Medicina de la Universidad de Columbia Británica y expresidente de la Sociedad Internacional de SIDA. Es también el director de la Clínica de Inmunodeficiencia John Ruedy, y el médico director del Programa para el SIDA PHC/VIH.

### TARGA
Es conocido por su trabajo en la Terapia AntiRretroviral de Gran Actividad (TARGA), el descubrimiento de la triple terapia como un efectivo tratamiento para el VIH a finales de 1990, y la creación de la Estrategia de "Tratamiento Como Prevención" a mediados de la década de 2000.